# Svart notis
Svart notis är en reportagebok av journalisten Stina Blomgrens. Den gavs ut av Bokförlaget Atlas i september 2008 och handlar om papperslösas situation i Sverige. Boken uppmärksammades och recenserades i tidningar runtom i Sverige.
Stina Blomgren nominerades till priset Guldspaden 2008 för denna bok.
Svart notis är en polis-term som syftar på den digitala blankett polisen sänder till Interpol om oidentifierade döda.

## Handling
En boliviansk man försvinner spårlöst efter en olycka strax utanför Stockholm. Han ska ha jobbat som snöskottare och fallit från ett tak. Rykten florerar om händelsen, i radion efterlyses information om vad som hänt med hans kropp. Kan mannen ha överlevt, har han över huvud taget funnits?